# Forêt-la-Folie
 Forêt-la-Folie  là một xã thuộc tỉnh Eure trong vùng Normandie miền bắc nước Pháp.